# Австрия на «Евровидении-2002»
Австрия принимала участие в сорок седьмом выпуске телевизионного конкурса Евровидение-2002, который состоялся 25 мая в Саку Суурхаль в Таллине, Эстония. Страну представлял певец Мануэль Ортега с песней Say a Word ("Скажи слово"), написанной Александром Каром и Робертом Пфлугером. Австрия вернулась на конкурс после годового перерыва, связанного с низким средним баллом по тогдашней системе квалификации на Евровидении, из-за которого страна в 2001 году была понижена до статуса "пассивного участника". По итогам голосования Ортега занял лишь 18-е место из 24, заработав 26 баллов. Несмотря на низкий результат Австрия была допущена к участию на Евровидение-2003. Таким образом, Say a Word стала предшественницей австрийской заявки 2003 года Weil der Mensch zählt в исполнении Альфа Пойера. Конкурс был показан ORF на канале ORF eins с комментариями Анди Кнолля. Глашатаем от Австрии была Додо Рошич.

## Предыстория
Перед участием на Евровидение-2002 Австрия уже принимала участие в этом конкурсе 36 раз с момента своего дебюта в 1957 году. За это время страна выигрывала Евровидение только однажды: в 1966 году в Люксембурге с песней Merci, Chérie в исполнении Удо Юргенса. В 1967 году Австрия впервые проводила конкурс у себя в бальном зале дворца Хофбург в Вене. Помимо этого, Австрия семь раз оказывалась на последнем месте. В последний раз это произошло в 1991 году в Риме с песней Venedig im Regen в исполнении Томаса Форстнера. Трижды Австрия получала ноль очков: в 1962, 1988 и 1991 годах. На Евровидение-2000 группа The Rounder Girls с песней All to You заняла 14-е место.

## До «Евровидения»

### Song.Null.Zwei
Австрийская телекомпания ORF с 1957 года отвечает за организацию отбора заявки на Евровидение и дальнейшую трансляцию конкурса. С 1995 по 2000 год все австрийские заявки отбирались внутри телекомпании. 1 июня 2001 года вещатель объявил, что собирается принять участие на конкурсе 2002 года. Также было объявлено об организации первого с 1994 года национального финала с участием нескольких артистов и песен под названием Song.Null.Zwei ("Песня.Ноль.Два"). Song.Null.Zwei состоялся 1 марта 2002 года в телецентре ORF в Вене. Ведущим был Анди Кнолль, а Додо Рошич брала интервью в гринруме и объявляла результаты голосования. Свыше 700 заявок поступило ORF в период с 28 августа по 30 ноября 2001 года, где только четыре из них были утверждены комиссией музыкальных профессионалов для участия в финале. Остальные шесть были номинированы в результате консультаций со звукозаписывающими компаниями. Десять песен было исполнено во время отбора, а победитель определялся путём комбинации голосов жюри и телезрителей. Жюри сформировалось из 2002 пользователей Интернета путём победы в онлайн-викторине о Евровидении. Голоса телезрителей были разбиты на два блока: SMS и телефонные звонки. Каждый из группы голосующих выставлял баллы от 1 (минимального) до 5 (максимального). Композиции были представлены на английском, стандартном немецком, турецком языке и на тирольском диалекте.
| Порядковый номер | Исполнитель             | Название песни             | Жюри | Телезрители | Телезрители | Всего | Место |
| Порядковый номер | Исполнитель             | Название песни             | Жюри | Телефон     | SMS         | Всего | Место |
| ---------------- | ----------------------- | -------------------------- | ---- | ----------- | ----------- | ----- | ----- |
| 1                | The Shepherds           | On a Day in June           | —    | —           | —           | 0     | 8     |
| 2                | Stermann and Grissemann | Das schönste Ding der Welt | —    | 4           | 5           | 9     | 2     |
| 3                | Эла                     | Love Can Change Your Heart | 3    | —           | —           | 3     | 6     |
| 4                | Hartmann                | Supadupa                   | —    | —           | —           | 0     | 8     |
| 5                | i:levenless7            | SMS4Love                   | —    | 1           | —           | 1     | 7     |
| 6                | Bluatschink             | Bluama in da Scherba       | 4    | 2           | 2           | 8     | 3     |
| 7                | Мануэль Ортега          | Say a Word                 | 1    | 5           | 4           | 10    | 1     |
| 8                | Loud9                   | Won't Forget Tonight       | 2    | 3           | 3           | 8     | 3     |
| 9                | Кубилай Баш             | Güle güle                  | —    | —           | —           | 0     | 8     |
| 10               | Аник Кадински           | Be Somebody, Be Someone    | 5    | —           | 1           | 6     | 5     |

## На «Евровидении»
В 2001 году Европейский вещательный союз внёс небольшое изменение в правило о квалификации, согласно которому на Евровидение-2002 допускаются те страны-участницы прошлого года, занявшие первые семнадцать мест и те страны, которые не участвовали на Евровидение-2001, но транслировали его. Поскольку Австрия не была участницей выпуска 2001 года, но транслировала его, то она была допущена к участию. 9 ноября 2001 года была проведена жеребьёвка по распределению мест в финале. Мануэль Ортега выступал в Таллине под номером 3, между Великобританией и Грецией. По итогам голосования он занял лишь 18-е место из 24, заработав 26 баллов, включая максимальные 12 баллов от Турции. Несмотря на низкий результат Австрия была допущена к участию на Евровидение-2003. С 1998 года Европейский вещательный союз обязал страны-участницы Евровидения перейти на телеголосование. 12 очков австрийские телезрители присудили Великобритании и 0 очков России. Россия присудила Австрии 1 очко.

### Голосование
| Очки      | Страна          |
| --------- | --------------- |
| 12 баллов | - Турция        |
| 10 баллов |                 |
| 8 баллов  |                 |
| 7 баллов  | - Швейцария     |
| 6 баллов  |                 |
| 5 баллов  | - Бельгия       |
| 4 балла   |                 |
| 3 балла   |                 |
| 2 балла   |                 |
| 1 балл    | - Кипр - Россия |

| Очки      | Страна               |
| --------- | -------------------- |
| 12 баллов | Великобритания       |
| 10 баллов | Латвия               |
| 8 баллов  | Мальта               |
| 7 баллов  | Босния и Герцеговина |
| 6 баллов  | Хорватия             |
| 5 баллов  | Швейцария            |
| 4 балла   | Швеция               |
| 3 балла   | Эстония              |
| 2 балла   | Словения             |
| 1 балл    | Германия             |